# Karcev (Adygejsko)
Karcev je osada v Giaginském rajónu Adygejské republiky Ruské federace. Je součástí a centrem Sergijevského vesnického okresu.
Nachází se v jihovýchodní části Giaginského rajónu, na levém břehu řeky Fars a na soutoku řeky Seral. Je vzdálena 7 km jižně od vesnice Sergijevskoje, 41 km jihovýchodně od stanice Giaginskaja a 29 km severovýchodně od města Majkop.